# Apiospora setosa
Apiospora setosa är en svampart som beskrevs av Samuels, McKenzie & D.E. Buchanan 1981. Apiospora setosa ingår i släktet Apiospora och familjen Apiosporaceae.   Inga underarter finns listade i Catalogue of Life.